# Gebroken Zwart
Gebroken Zwart is het 147ste stripverhaal van De Kiekeboes. Dit album voor de reeks van Merho werd door striptekenaar Kristof Fagard getekend, digitale inkt door Jos Vanspauwen. Het album verscheen op 04 oktober 2016.

## Verhaal
Fanny gaat trouwen! Maar of ze daar wel zo gelukkig mee is, is een andere vraag. Wat is er die laatste weken toch gebeurd? Heeft het te maken met de nieuwe drug genaamd Gebroken Zwart, en hoe past de miljardair Wolf Devos in het plaatje?